# Waltrop
Waltrop (pronunciación en alemán: /ˈvaltʁɔp/ⓘ) es un municipio situado en el distrito de Recklinghausen, en el estado federado de Renania del Norte-Westfalia (Alemania), con una población a finales de 2016 de unos 29 245 habitantes.
Se encuentra ubicado al norte del estado, en la región de Münster, al sureste de la frontera con Países Bajos y cerca de la orilla del río Lippe —un afluente derecho del Rin—.